# Sunes familie
Sunes familie er en dansk familiefilm fra 1997 instrueret af Hans Kristensen, der skrev manuskriptet i samarbejde med John Stefan Olsen og Thorvald Lervad. Filmen er produceret af Regner Grasten og er baseret på den svenske bogserie Sune af Anders Jacobsson og Sören Olsson.

## Handling
Det er blevet sommerferie, og Sune og hans familie skal beslutte sig for, hvad destinationen skal være. Hans far Rudolf vil på vildmarksferie, lillebroren Håkon vil til Langtbortistan med Anders And, storesøsteren Anna vil køre med den transsibiriske jernbane og moren Karin vil til Grækenland. Sune selv vil til Sicilien, fordi han har fået at vide, at der findes masser af søde piger dernede. Efter at familien har dystet på forskellige måder for hvem der kan få flest stemmer, vinder Karin med forslaget om Grækenland. Snart flytter der nye naboer ind i Sunes kvarter, og han bliver tiltrukket af den nye pige Sofie. 
Turen til Grækenland bliver dog ikke nem for Sunes familie. Lillesøsteren Isabel bliver ofte glemt, rejsen viser sig at være for dyr og der opstår flere vanskeligheder, da Sunes far køber en campingvogn. Samtidig planlægger Sune at imponere Sofie ved at give hende øreringe, men han bliver hele tiden udfordret af en ond mand på motorcykel. 

## Medvirkende
- Per Damgård Hansen som Sune
- Rasmus Albeck som Håkon, Sunes lillebror
- Sofie Lassen-Kahlke som Anna, Sunes storesøster
- Julie Nielsdotter Andresen som Isabel, Sunes lillesøster
- Claus Bue som Rudolf, Sunes far
- Vibeke Hastrup som Karin, Sunes mor
- Erni Arneson som fru Mikkelsen, nabo
- Sara Line Møller Olsen som Marie, Sunes veninde
- Jarl Friis-Mikkelsen som Georg, ejer af grillbar
- Henrik Lykkegaard som Birger, Georgs assistent
- Stephanie León som Sofie
- Niels Anders Thorn som hr. Bendtsen, Sofies far
- Inge Sofie Skovbo som fru Bendtsen, Sofies mor
- Joachim Knop som Martin, Annas kæreste
- Anders Nyborg som motorcyklisten
- Mari-Anne Jespersen som Rita Blac, studievært
- Anne-Sophie Scavenius som Anita
- Kim Jansson som Auto-Johnny
- Peter Jorde som tv-producer
- Hans Henrik Voetmann som mand i bil
- Susan Olsen som kvinde hos rejsebureau
- Jarl Forsman som skraldemand
- Jan Hertz som tjener
- Folmer Rubæk som læge
- Bodil Jørgensen som sygeplejerske